# Новара (провінція)
Провінція Новара (італ. Provincia di Novara) — провінція в Італії, у регіоні П'ємонт.
Площа провінції — 1 339 км², населення — 373 369 осіб.
Столицею провінції є місто Новара.

## Географія

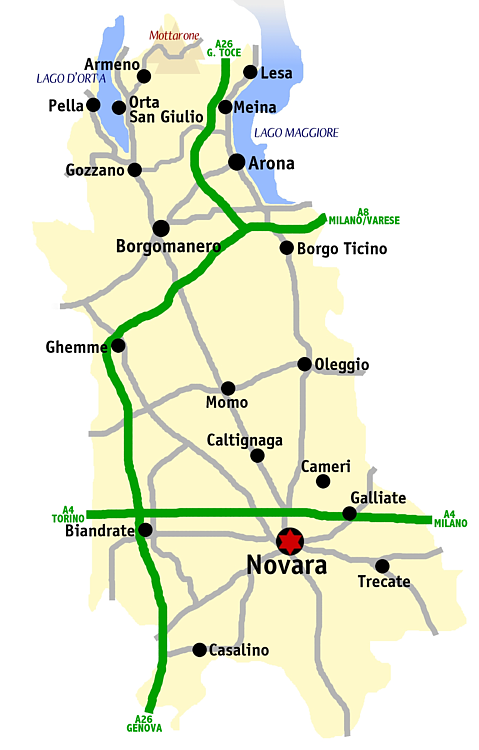
Мапа провінції

Межує на півночі з провінцією Вербано-Кузіо-Оссола, на заході з провінцією Верчеллі, на сході з провінцією Мілан і провінцією Варезе, на півдні з провінцією Павія.

## Основні муніципалітети
Найбільші за кількістю мешканців муніципалітети (ISTAT, 31/07/2008):
| Ном. | Муніципалітет            | Населення (осіб) | Площа (км²) | Густота (ос/км²) | Висота (м.н.р.м.) |
| ---- | ------------------------ | ---------------- | ----------- | ---------------- | ----------------- |
| 1°   | Новара                   | 103.231          | 103,02      | 1.002            | 162               |
| 2°   | Боргоманеро              | 21.305           | 32,36       | 658              | 307               |
| 3°   | Трекате                  | 19.448           | 38          | 513              | 136               |
| 4°   | Галліате                 | 14.933           | 29          | 515              | 154               |
| 5°   | Арона                    | 14.588           | 14,9        | 979              | 212               |
| 6°   | Оледжо                   | 13.222           | 37,8        | 350              | 232               |
| 7°   | Камері                   | 10.703           | 39          | 274              | 161               |
| 8°   | Кастеллетто-сопра-Тічино | 10.000           | 14,61       | 689              | 226               |